# Daniel Vlček
Daniel Vlček (* 2. července 1978 Strakonice) malíř, hudebník a galerista. Člen umělecké skupiny Guma Guar a hudebních skupin Střešovická kramle a ba:zel.

## Život
Po dokončení SUPŠ Sv. Anežky České v Českém Krumlově nastoupil v roce 1997 na Pedagogickou Fakultu Jihočeské univerzity v Českých Budějovicích, ale již rok na to začal studovat v malířském ateliéru Martina Mainera na Fakultě výtvarných umění VUT v Brně. V roce 2000 absolvoval stáž na milánské Accademia di Brera. Po návratu do České republiky pokračoval studiem na Akademii výtvarných umění v Praze. Z malířské ateliéru Vladimíra Skrepla později přestoupil do ateliéru fotografky a intermediální umělkyně Veroniky Bromové. Studia ukončil v roce 2004. Již o rok dříve se stal jedním ze zakládajících členů audiovizuální umělecko-aktivistické Groupe Guma Guar. Ačkoliv skupina byla aktivní zejména v prvních deseti letech své existence, formálně nikdy nebyla rozpuštěna. V roce 2010 Vlček spolu s grafickým designerem Matoušem Mědílkem založil pražskou Galerii Ferdinanda Baumanna ve funkcionalistických výlohách pasáže obchodního a bytového domu Ferdinanda Baumana na Praze 1. Podílel se také na založení klubu Berlínskej model v pražských Holešovicích se specifickým programem jednodenních výstavních events. Žije v Praze. Zastupuje ho Drdova Gallery v Praze.
Od roku 2012 je členem hardcore-punkové skupiny Střešovická kramle. Do roku 2024 s touto formací vydali dvě dlouhohrající alba. V roce 2014 založil společně s Eweline Chiu alektroakustické duo ba:zel. Vedle dvou standardních alb, dvou EP (z toho jednoho remixového) a několika singlů mají za sebou spolupráci na dokumentárním filmu H*ART ON Andrey Culkové a soundtrack k virtuální realitě Galerie Na shledanou ve Volyni.  Zvítězili také v posluchačském hlasování hudebního projektu Czeching 2016 pořádaného Radiem Wave.

## Dílo
Daniel Vlček dělí svůj čas mezi vizuální umění a hudební aktivity. Zatímco hudebně se realizuje jako klávesista Střešovické kramle a instrumentalista darkpopových ba:zel, v oblasti výtvarného umění prozkoumává možné vztahy mezi obrazem a zvukem. Kompozice řady jeho maleb a kreseb čerpjí z akustických fenoménů, zejména z interferencí zvukových vln, a zároveň vztahují zvuk k jeho kulturnímu pozadí a přírodě. V minulosti ho inspirovala jak tovární výroba, tak šamanské rituály nebo elektronická hudba, techno kultura a djing. Právě skrze něj se dostal k technologickému postupu v malbě, kdy namísto malby štětci obtahuje rydlem obvody klasických vinylových desek. Omezuje se přitom na dvě až tři barvy, aby vyniklo hypnotické prostupování linií a vrstev. Vedle malby se průběžně věnuje zvukovým objektům a instalacím. Jeho posilující se zájem o technologii a přírodu se projevil i na jeho samostatné výstavě Příčiny a následky v pražské Drdova Gallery (2019), kde nechal rotovat kruhový obraz, který spouštěl smyčky vytvořené z nahrávky poletujícího včelstva. Návštěvník se tak ocitl uprostřed pohlcující atmosféry zesíleného bzučení roje. Posprodukcí terénní nahrávky přitom dosáhl matoucího efektu, kdy se původně čistě přírodní zvuk přibližoval hlukům lidské civilizace.
Estetickou inspiraci nachází obecně v geometické malbě, ale například i v umělecké textilní tvorbě 70. a 80. let. V několika instalacích využil české textilní techniky aradekor hojně užívané v období normalizace k vytváření uměleckých realizací v architektuře. Ve Vlčkově pojetí se jednalo o nakládání s problematikou kulturní paměti.
Jiným druhem Vlčkova spojení mezi výtvarným uměním a hudbou byla zvuková interpretace díla malíře Františka Kupky na jeho nedávné souborné výstavě v pařížském Grand Palais (2018) a Národní galerii Praha (2019). Na ní spolupracoval se svou partnerkou Eweline Chiu z formace ba:zel. Ke zvuku se dostal i jako kurátor výstavy 16 – 20 000 HZ, kterou v roce 2013 připravil spolu s teoretikem zvukového umění Milošem Vojtěchovským v pražské MeetFactory. O rok později se roli kurátora zopakoval na obdobně zaměřené kolektivní výstavě Na počátku bylo ticho... v Galerii města Plzně.

## Významné samostatné výstavy
- 2025 Vládci světa. Galerie Pekelné sáně, Kroměříž (s Pavlou Scerankovou)[15]
- 2024 Liquid Grip. Galerie Miroslava Kubíka, Litomyšl[16]
- 2023 The Sound Inside. Alternativa, Jihlava (s Tomem Kotíkem)
- 2019 Příčiny a následky. Drdova Gallery, Praha
- 2018 Dark Wave Deco. Berlínskej model, Praha
- 2018 Visually Addictive. Gallery 17/18, Ottawa, CAN (s Ronem Martinem)
- 2017 Ukončit režim spánku. Galerie Města Třince
- 2017 Okem mechanické reprodukce. Galerie NoD, Praha
- 2017 CHa0s_Ch0r3o. Industra Art, Brno (se Šimonem Kadlčákem)
- 2016 Plynoucí mezera. SET Gallery, Oblastní galerie Liberec
- 2016 Speed Index. Komunikační prostor Školská 28, Praha (Daniel Vlček a hosté)
- 2016 Skrytá nastavení. Galerie současného umění a architektury — Dům umění České Budějovice
- 2015 Dál a výš. Galerie Kabinet T, Zlín
- 2015 After the End of Art. Drdova Gallery, Praha (s Levim van Veluwem)
- 2014 Pokud nahráváte novu smyčku pozpátku, bude v paměti dál uložena ve směru vpřed, ale bude se chovat jako by byla uložena obráceně. Drdova Gallery, Praha
- 2013 Správný vzorec. Entrance Gallery, Praha
- 2013 Zobrazení času do konce skladby. Galerie Na shledanou, Volyně
- 2012 Groove Is In The Heart. A. M. 180, Praha
- 2012 Zpívá-li ucho… Galerie sam83, Česká Bříza
- 2011 Přívětivě povědomé. Galerie Trafačka, Praha (s Matyášem Chocholou)
- 2008 Paranoia on the rocks. Galerie Skutečnost, Praha
- 2007 Pozorujte přicházející myšlenky a pocity jakéhokoliv druhu, nebraňte se jim. Galerie Jelení, Praha
- 2007 Blíží se konec. Galerie NoD, Praha
- 2001 Labyrint. Spacio Umano, Milán
- 2000 Pasáček. Galerie Eskort, Brno

## Diskografie
ba:zel
2016 eye draw(s) the line (digital album)
2017 RMX (EP, digital album)
2017 Scene 7 (EP, digital album / audiokazeta)
2022 WE (digital album)
Střešovická kramle
2017 After the Wedding (LP, vinyl) 
2023 9 leknínů (digital album)